# 4559 Strauss
4559 Strauss este un asteroid din centura principală, descoperit pe 11 ianuarie 1989 de Freimut Börngen.